# 小鬚美鱥
小鬚美鱥（學名：Nocomis micropogon）為輻鰭魚綱鯉形目雅羅魚科美鱥属的其中一種，分布於北美洲加拿大、美國五大湖區、中東部河川及溪流，本魚體呈圓柱形，體上面呈深橄欖色，下面呈暗黃色，有橙紅色的鰭，大鱗片，大而略近末端的嘴，下頜角有一個小觸鬚。在繁殖季節，性成熟的雄魚會出現粉紫色，頭部腫脹，眼睛和吻尖之間有結節，最大可長至約33公分，雄魚大於雌魚，棲息在岩石底質、水質清澈流動的溪流底層水域，屬雜食性，以藻類、昆蟲為食，繁殖期在春季，雄魚會用礫石築巢，雌魚會產下500-1000個卵，這些卵可能分佈在幾個不同的雄魚巢穴，卵在5-6天內孵化。